# Maud Elwinger
Maud Gunborg Elwinger, född 1 januari 1951 på Lidingö, är en svensk skådespelare. Elwinger studerade vid Statens scenskola i Göteborg 1972-1975. 

## Filmografi
- 1980 – Höjdhoppar'n
- 1981 – Operation Leo
- 1989 – Tre kärlekar (TV-serie)